# Империя Онлайн
Империя Онлайн - браузерная онлайн стратегия в реальном времени, разработанная болгарской компанией Империя Онлайн АО. Впервые игра появляется 23 августа 2005 г.
Военная стратегия отражает классическое Средневековье.
Империя Онлайн переведена на 30 языках и имеет более 35 миллионов зарегистрированных пользователей.
Самая актуальная версия игры является версия 6, но всё ещё есть активные королевства из версии 5.

## Геймплей
Империя Онлайн развивается в Средние века. Игроки играют в последнюю версию - версия 6 "Великие люди", хотя всё ещё  есть доступные королевства из версии 5. Каждый игрок начинает как император независимой провинции. Её можно развить посредством построения различных экономических и военных зданий, такие как здания для производства ресурсов, университет, в котором заказываются ключевые исследования.
Ещё в раннем этапе развития можно начать нанимать и обучать военные единицы, которые отправлять в атаку например  на независимые города, чтобы собирать ресурсы. Или использовать эту армию для защиты.
После построения здания Рынка игроки можно торговать между собой имеющимися ресурсами.
Империя расширяется присоединением новых провинций, формированием колоний, торговых и военных постов. У игроков есть возможность общаться в игре с помощью личных сообщений. Они могут создавать и вступать в союзы для объединения сил против вражеских союзов. 

### Первые шаги
Игроки регистрируются бесплатно на ImperiaOnline.org, вписывая свой электронный адрес, имя пользователя и пароль. Есть возможность зарегистрироваться в игре, используя свой аккаунт из социальной сети.
После входа в игру нужно пройти шаги Советника, который напутствует в основных модулях в игре и обеспечивает награды за успешно выполненные его задания. После Советника у игроков есть возможность выполнять имперские миссии, за которые выдаются награды и которые продвигают аккаунт в развитии.

### Ресурсы
Ресурсы нужны для развития провинций и для обучения войска. . Древесина, железо и камень добываются в следующих сооружениях: Лесопилка, Каменоломня, Железная шахта. Поднятие уровня этих зданий обеспечивает больше рабочих месть для крестьян и соответственно увеличивается производство этих ресурсов. Четвёртый ресурс - это золото. Оно используется для запуска большинства исследований, для обучения боевых единиц, для строительства зданий. Также, золото является универсальной валютой для торговли остальными ресурсами.
Золото можно набавить посредством налога от населения, продажи остальных ресурсов на рынке, после успешной осады крепостей, вклада в банке, а также как награду из бонус сундуков.
На Глобальной карте находятся разнообразные специальные ресурсы - больше 50 видов, которые дают самые разные бонусы: к производству ресурсов, к характеристикам боевых единиц, к накоплению опыта генералов и губернаторов и т.д.

### Здания
В столице есть 29 зданий, которые могут быть построены и улучшены в Ратуше. Там есть два отдельных подменю, которые разделена на Экономические и Военные здания. У каждого здания есть своя собственная функция. Например оба университета обеспечивают развитие экономических и военных исследований.

### Провинции
В самом начале каждая провинция похожа на маленькую деревню. Строительство зданий, развитие исследований, формирование армии влияют на развитие провинции на Глобальной карте. Дальше игрок присоединяей к основной столице новые провинции. В них тоже строятся здания и обучается армия, но не запускаются исследования, не могут быть построены университет, дворец, банк, штабы, чудеса и т.д. Они доступны только в столице.
Есть ещё один способ расширить свою империю - формирование колоний, торговых и военных провинций.

### Союзы
Союз состоится из группы игроков, которые делятся между собой стратегиями. Союзники инвестирую ресурсы в союз для союзных зданий, союзных исследований, для объявления войны, влияния в королевстве. У союзников есть возможность помогать друг другу, отправляя золото и подкрепления армией. Есть отдельный союзный рейтинг, в котором они соревнуются на основе общей суммы очков союзников.

### Сражения
Военная модель в Империи Онлайн довольно сложная и детальная, не смотря на то, что существуют все несколько типов боевых единиц - мечники, копейщики, лучники, кавалерия и осадные орудия. Военная модель требует от игрока проявить стратегическое и тактическое мышление, а также суметь подобрать самую эффективную боевую формацию, поскольку результат сражений определяется автоматически в момент удара и военные единицы не могут быть прямо контролируемы.
Существуют три типа атак: полевое сражение, осада крепости и мародёрство.
В первом случае армия сражается с полевой армией противника не доходя до крепостной осады или мародёрства населения. Единственный выигрыш для победителя - это военные очки за убитую вражескую армию, а также очки чести при определённых условиях.
В крепостной осаде забираются ресурсы у врага.
Во время мародёрства армия атакует цивильное население противника. За каждого убитого из населения атакующий получает золото. Но как наказание у него отнимаются очки чести.
Шпионаж является очень важной частью игры, поскольку он предоставляет игроку информацию о вражеской империи и эта информация может быть определяющей в одном сражении. 

### Великие люди
Великие люди - это визитная карточка версии 6. Это концепция дворян 0 император, который может накапливать опыт в двух разных дисциплин, и императорский двор. Как губернатор одной провинции, император использует определённые умения, которые помогают увеличению производства ресурсов и численности армии. Как генерал, император приобретает умения, которые улучшают его боевую способность.
Каждый великих человек рождается с определёнными талантами, поэтому нужно осторожно подбирать наследников - это ключ к стабильному управлению империи.

### Победители в эре
При запуске версии 5 игры победители в эре определялись посредством союзного соревнования. Во время этого соревнования союзы захватывали замки в соответственном королевстве, чтобы контролировать влияние. Нужно было контролировать как минимум 60% Глобальной карты в течение нескольких часов, в зависимости от скорости королевства, после чего приходила победа. После объявления победителя эра заканчивалась.
С 2016 года все эры во всех королевствах имеют конкретную дату окончания, которая объявляется заранее. победителем в союзе является тот союз, который достиг самого высокого процента влияние в момент завершения эры или же союз, у которого самое большое количество нетто очков, если нет влияния на карте.

### Глобальные события
Глобальные события - это эпичный вызов, который Империя Онлайн отправляет своим игрокам. Первая колоссальная структура появляется в версии 6 и требует огромный умений. Глобальные события появляется в форме эпичных крепостей, тёмных мест, башен, которые дают знания: это Мрачная крепость, Череп изобилия, Башня знаний и Каменная темница.

## История
Все детали, изготовление игровой механики и программного кода дело рук основателей игры - геймдизайнера Доброслава Димитрова и Мони Дочева - в то время программист свободной практики.
23 августа 2005 года официально выходит эра 1 королевства 1 Империи Онлайн и начинается история..
В 2006 г. стартуют королевства двух новых версий Империи Онлайн. Игра переведена на 12 языков благодаря назначенным в компанию переводчикам, а также внешним переводчикам. В этом же году проходит первое в своём роде соревнование в Империи Онлайн - “Нашествие кочевников”.
В 2008 г. выпускается 4 версия игры, которая стала прототипом версии 5. У версии 4 обогащённый геймлей и позже у неё появляются визуальные улучшения, которые привели к появлению версии 4А. В этом же году проходит первый раз в версии 5 издание турнира "Нашествие кочевников".
В 2010 г. выходит версия 5: "Эра завоевателей". В этой версии впервые введены две расы имперцы и кочевники.
В 2011 году в версии 5 проводятся турнир "Нашествие кочевников". Впервые проходит турнир "Чемпионат мира".
В 2012 г. появляется Тактическое королевство и Мега Блиц. Версия 5 выходит на iOS.
В 2013г. игра появляется в социальной сети Одноклассники, а также в МоёмМире. Выходит версия для Android. Осенью 2013 года выходит версия 6: "Великие люди".
В 2014 г. версия 6 появляется на Android, iOS и в Facebook. В ютом же году игра становится доступной в Yahoo, ProSieben, Wild Tangent, Grupa Onet, RBK Gаmes. Партнёрство с Mail Ru Group расширяется и Империя Онлайн "Великие люди" внесена в Одноклассники, МойМир и Вконтакте.
В 2015 г. Game Troopers публикуют Империю Онлайн "Великие люди" на Windows Phone и так игра стала первым Xbox заглавием в Microsoft.
В 2016 г. Империя Онлайн одобрена для Steam.
В 2017 г. игра опубликована в Play 3arabi под именем Kingdoms Online для iOS и Android. В феврале Империя Онлайн становится первой браузерной игрой, которая интегрирует ClanPlay - платформа для социального общения между игроками во время игры.

## Турниры
В Империи Онлайн проводятся разнообразные турниры. Всего их насчитывается 5 типов: Нашествие кочевников, Лига Чемпионов, Война за превосходство, Летние, Зимние и Весенние игры, а также самый элитный турнир Чемпионат Мира.  В 2017 г. впервые был проведен турнир Территориальная гонка.
Итог прошедших изданий Чемпионата Мира:
Чемпионат мира 2011 и 2012 в Империи Онлайн - победитель Сборная Болгарии.
Чемпионат мира 2013 в Империи Онлайн - победитель Сборная Хорватии.
Чемпионат мира 2014 в Империи Онлайн - победитель Сборная Бразилии.
Чемпионат мира 2015 в Империи Онлайн - победитель Сборная Хорватии.
Чемпионат мира 2016 в Империи Онлайн - победитель Сборная Польши.
Чемпионат мира 2017 в Империи Онлайн - победитель Сборная Болгарии.
Чемпионат мира 2018 в Империи Онлайн - победитель Сборная США.

## Номинации
“Game Connection Awards 2014” Париж, Франция:
- Promising IP
- Desktop Downloadable
- Hardcore Game

“TIGA Games Industry Awards 2016”
- Номинация TIGA в категории "Игра года"

Amazon.de "Горячие новые продукты" в категории Саундтрек 2016: самые продаваемые новые продукты
- Два альбома Империи Онлайн занимают престижные места №10 и №11

“Европейские бизнес награды 2016/17”
- Национальный чемпион в Пользовательском фокусе

“TIGA Games Industry Awards 2017”
- Номинация в категории "Стратегическая игра"